# Bert Mozley
Bert Mozley (Derby, 23 settembre 1923 – 28 ottobre 2019) è stato un calciatore inglese, di ruolo difensore.

## Carriera

### Club
Ha giocato tutta la carriera con la maglia del Derby County.

### Nazionale
Con la maglia della nazionale inglese ha disputato 3 incontri, tutti nel 1949.

## Palmarès

### Club

#### Competizioni nazionali
- Coppa d'Inghilterra: 1

Derby County: 1945-1946